# Rathaus Naumburg (Saale)

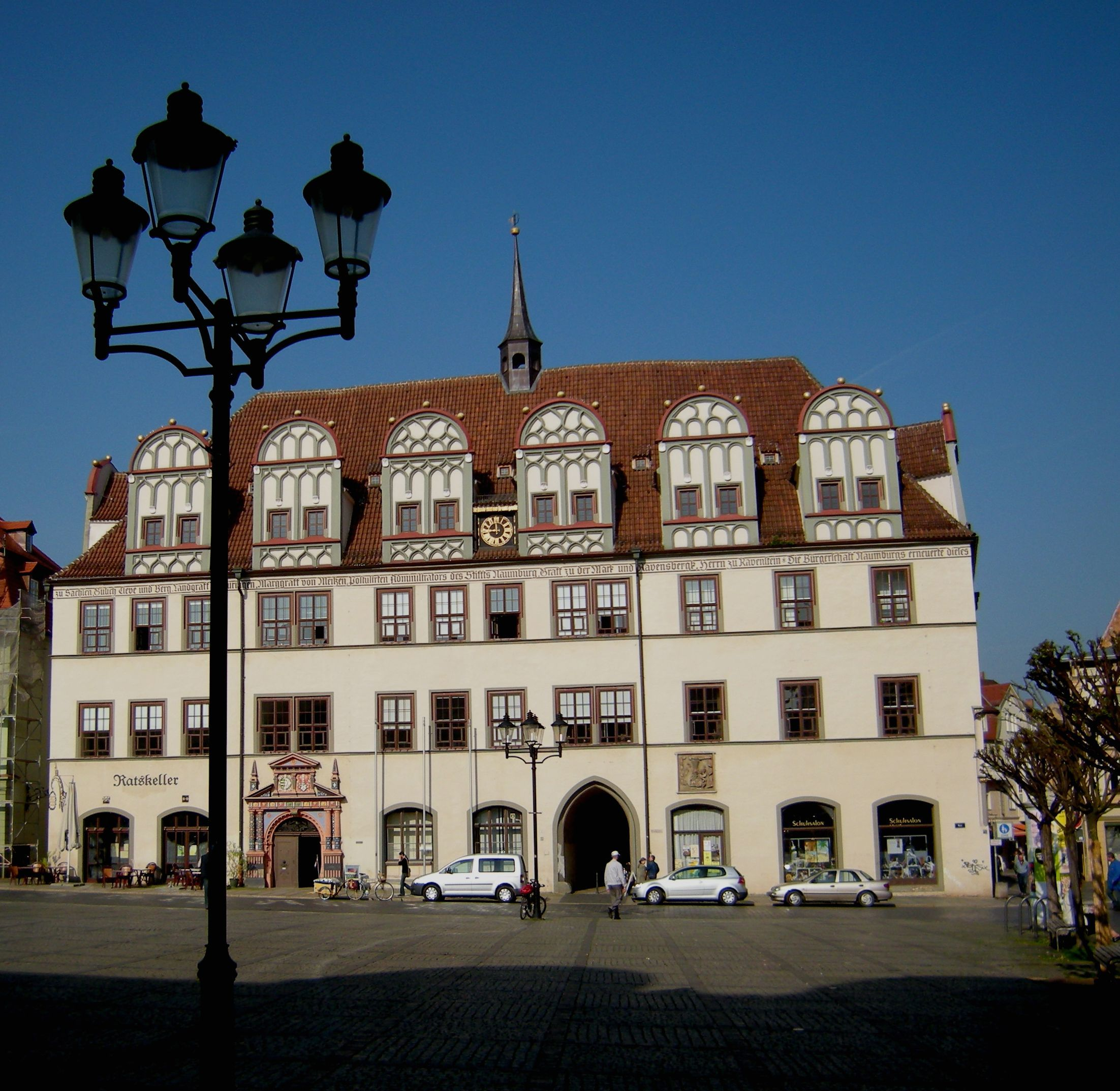
Rathaus in Naumburg

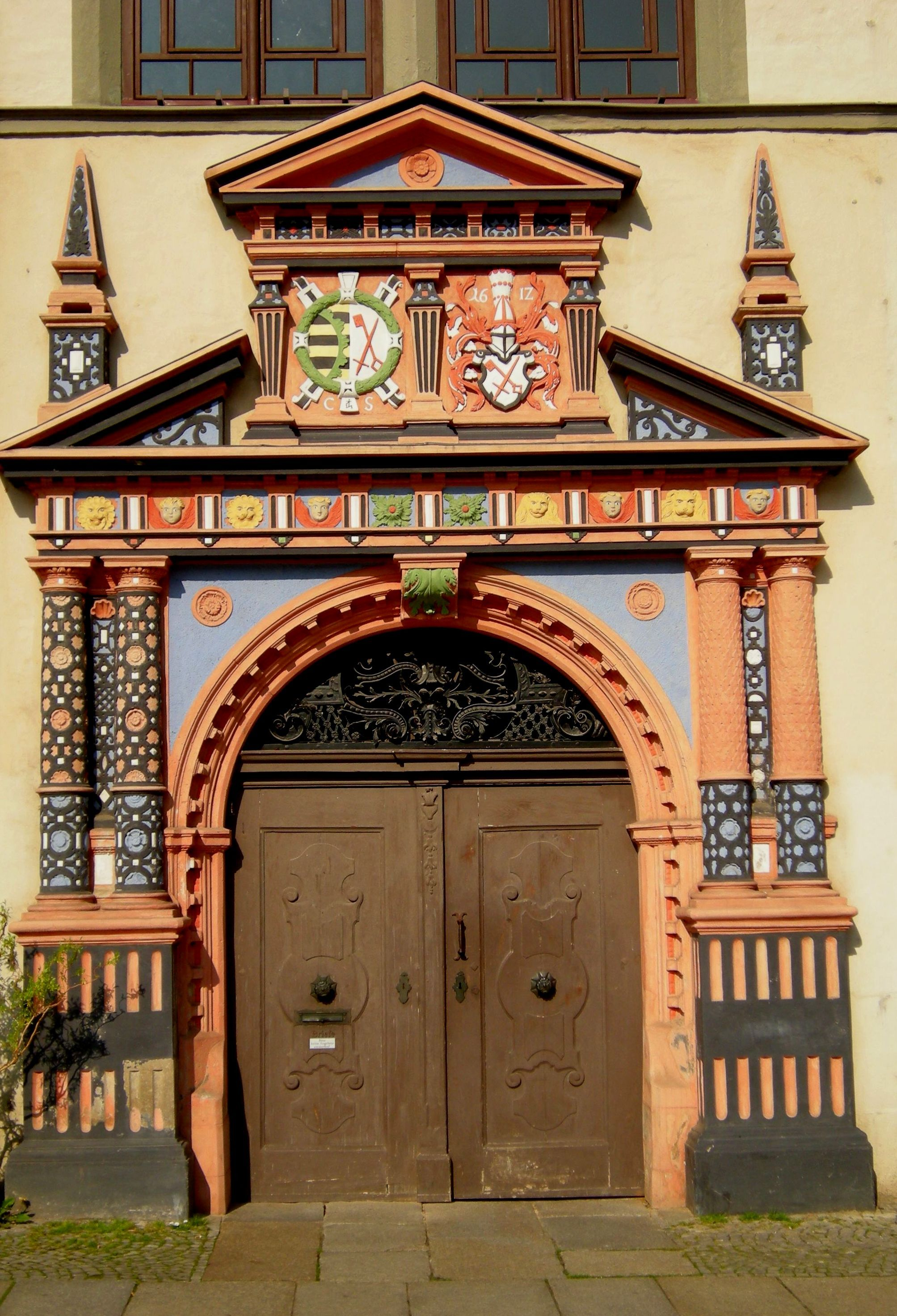
Portal

Das Rathaus am Marktplatz in Naumburg, einer Stadt im Süden von Sachsen-Anhalt und Verwaltungssitz des Burgenlandkreises, ist ein geschütztes Baudenkmal.

## Geschichte und Beschreibung
Das Rathaus wurde ursprünglich Ende des 15. Jahrhunderts erbaut. Nach dem Stadtbrand von 1517 wurde das Gebäude bis 1528 wiedererrichtet. In den Jahren 1608 bis 1612 und 1919/20 fanden Umbauten statt. In den Jahren 1556/57 erfolgte der Einbau einer Wendeltreppe zwischen dem ersten und zweiten Obergeschoss. Das Renaissance-Portal erhielt das bis heute erhalten gebliebene Türblatt. 1853 erfolgte der Bau des großen Ratssaals im ersten Obergeschoss.
Im Rathaus befindet sich mit dem Ratskeller die älteste Gaststätte der Stadt. Des Weiteren stehen noch zwei Säle für festliche Anlässe zur Verfügung.